# Піттем
Піттем — муніципалітет в бельгійській провінції Західна Фландрія. Станом на 1 січня 2006 року населення Піттема становило 6 599 чоловік. Загальна площа — 34.42 км².

## Видатні жителі
Фердінанд Вербіст — науковець XVII століття.